# Odontopera dargei
Odontopera dargei là một loài bướm đêm trong họ Geometridae.